# جيرمانو لونجو
جيرمانو لونجو (بالإيطالية: Germano Longo)‏ هو ممثل إيطالي، ولد في 24 مايو 1933 في إيطاليا.

## وصلات خارجية
- جيرمانو لونجو على موقع IMDb (الإنجليزية)
- جيرمانو لونجو على موقع ألو سيني (الفرنسية)
- جيرمانو لونجو على موقع أول موفي (الإنجليزية)
- جيرمانو لونجو على موقع قاعدة بيانات الأفلام السويدية (السويدية)
- جيرمانو لونجو على موقع قاعدة بيانات الفيلم (الإنجليزية)
- جيرمانو لونجو على موقع كينوبويسك (الروسية)